# Urbe
Urbe – miejscowość i gmina we Włoszech, w regionie Liguria, w prowincji Savona.
Według danych na rok 2004 gminę zamieszkiwało 865 osób, 27,9 os./km².

## Geografia
Gmina Urbe obejmuje frazioni (jednostki administracyjne, głównie wsie i osady) Acquabianca, Martina, San Pietro, Vara Inferiore oraz Vara Superiore. Urbe graniczy z następującymi gminami: Genua, Ponzone, Sassello i Tiglieto.